# Bni Zoli
Bni Zoli  (in arabo بني زولي‎?) è un centro abitato e comune rurale del Marocco situato nella provincia di Zagora, regione di Drâa-Tafilalet. Conta una popolazione di 18 941 abitanti (censimento 2014).